# Pleuridium viride
Pleuridium viride är en bladmossart som beskrevs av Kindberg 1889. Pleuridium viride ingår i släktet sylmossor, och familjen Ditrichaceae. Inga underarter finns listade i Catalogue of Life.